# Victoria (песня)
«Victoria» — песня, написанная Алексеем Романоф и Александром Сахаровым. Спродюсированная Романоф, Сахаровым и Анной Плетнёвой, композиция была записана российской поп-группой «Винтаж», для их второго студийного альбома SEX (2009). Песня была выпущена, как пятый и финальный сингл с альбома 25 ноября 2009 года.

## Музыка и лирика
«Victoria» — это танцевальная поп-композиция. Песня была написана под вдохновением от комиксов Жана Эффеля, которые позже легли в основу пьесы Исидора Штока «Божественная комедия».

## Критика
Негативную оценку песня получила на сайте проекта «МирМэджи». Автор статьи пишет, что «в очень странную композицию под названием „Victoria“ вылилась попытка проанализировать религию». Журналист посчитал, что группе не удалось полностью выполнить эту задачу и, в итоге, песня получилась неудачной, не дотягивающей до заявленных стандартов. Также автор отметил, что «…пытаясь донести до слушателя мысли о борьбе с пороками человечества, группа смело противоречит сама себе, воспроизводя даже на обложке диска палитру самых низменных человеческих инстинктов…».
Позитивную оценку песне двали на сайте радио «107 FM», написав, что композиция — это «всё тот же добротный поп-саунд, сдобренный эротичным вокалом Анны Плетнёвой. Как и остальные хиты группы, „Victoria“ претендует на высшие строчки радиочартов». Алексей Мажаев из Intermedia отметил запоминающийся мотив песни. На сайте «Карты музыки» композицию, наряду с песнями «Плохая девочка», «Ева» и «Одиночество любви», причислили к лучшим хитам группы.

## Список композиций
- Цифровой сингл[6]

| №  | Название   | Автор(ы)                           | Длительность |
| -- | ---------- | ---------------------------------- | ------------ |
| 1. | «Victoria» | Александр Сахаров, Алексей Романоф | 3:54         |

## Чарты
Песня возглавила российский радиочарт, став для группы четвёртым синглом №1 .
| чарты              | позиция |
| ------------------ | ------- |
| Российский Airplay | 1       |
| Московский Airplay | 4       |
| Питерский Airplay  | 6       |